# Bozashy Tübegi
Bozashy Tübegi är en halvö i Kazakstan. Den ligger i oblystet Mangghystau, i den västra delen av landet, 1 600 km sydväst om huvudstaden Astana.